# Марина (Сан-Франциско)

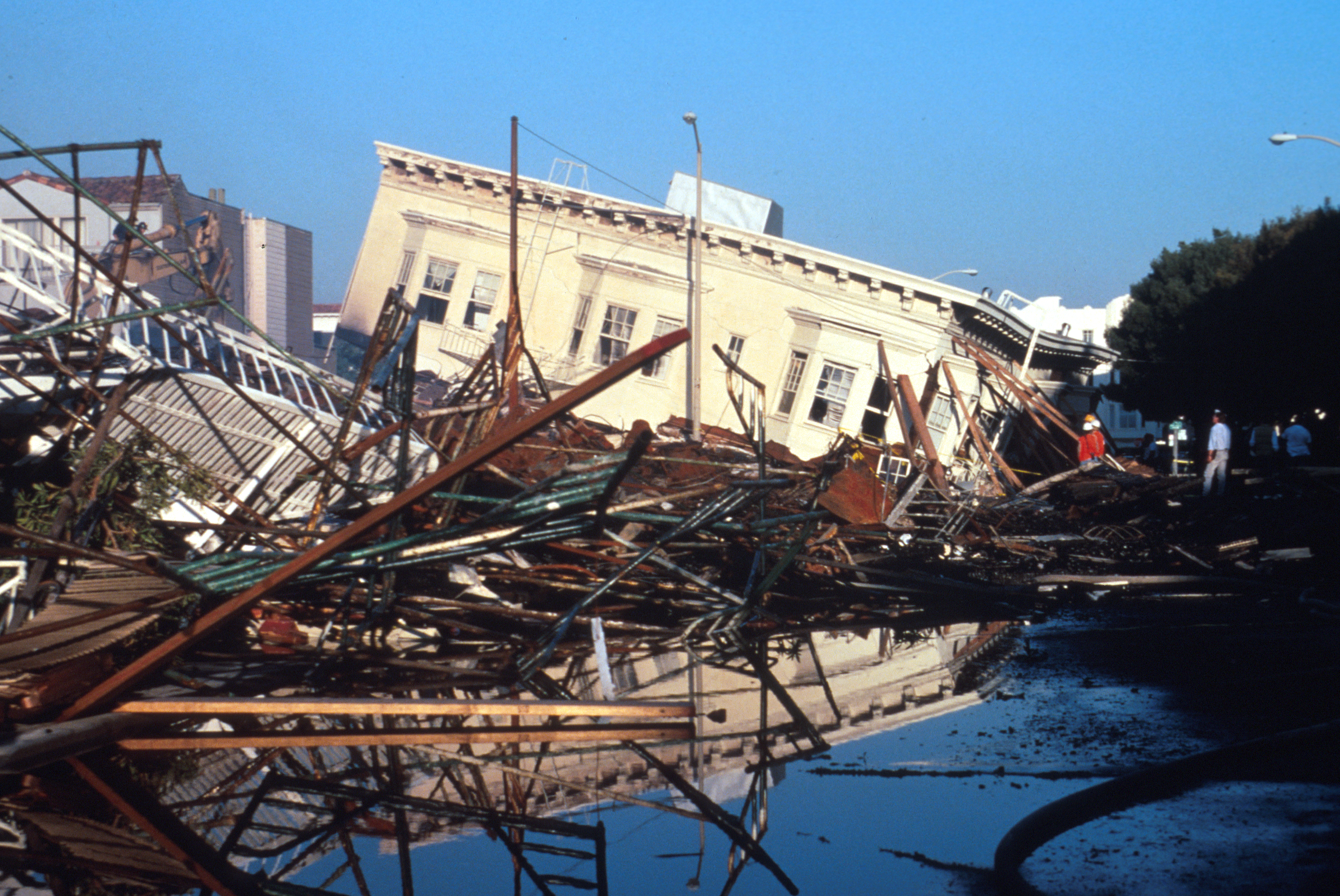
Разрушения в районе Марина во время землетрясения Лома-Приета

Марина (англ. The Marina District) — район города Сан-Франциско, шт. Калифорния, США, расположенный на месте проводившейся в 1915 году Панамско-Тихоокеанской выставки, посвящённой возрождению города после землетрясения 1906 года. Все строения выставки, за исключением Дворца изящных искусств, были снесены, для того чтобы построить этот район.
В XIX веке это место было занято мелководными бухтами, приливными бассейнами, песчаными дюнами и болотистыми почвами. Большая часть района располагается на искусственном участке земли, который ранее был занят морем, и потому подвержена разжижению грунтов во время землетрясений. Эта особенность стала причиной больших разрушений по всему району во время землетрясения Лома-Приета в 1989 году.